# Philippe Vercruysse
Philippe Vercruysse (Saumur, 28 de janeiro de 1962) é um ex-futebolista profissional francês que atuava como meio-campo.

## Carreira
Philippe Vercruysse representou o seu país na Copa do Mundo de 1986, ele fez três partidas

### Clubes
- RC Lens (1980–1986)
- Girondins de Bordeaux (1986–1987)
- RC Lens (1987–1988)
- Olympique de Marseille (1988–1991)
- Nîmes Olympique (1991–1993)
- Girondins de Bordeaux (1993–1994)
- FC Metz (1994–1995)
- FC Sion (1995- 1996)
- RC Lens (1996 – 1997)
- FC Sion
- Riyadh Club
- Étoile Carouge